# Pedro de Valência
Pedro de Valência (falecido em 1631) foi um prelado católico romano que serviu como Bispo de La Paz (1617–1631) e Bispo de Santiago da Guatemala (1615–1617).
Pedro nasceu em Lima, no Peru. A 28 de setembro de 1615 foi nomeado durante o papado do Papa Paulo V como Bispo de Santiago da Guatemala. Em 1616, foi consagrado bispo por Bartolomé Lobo Guerrero, arcebispo de Lima. No dia 30 de julho de 1617, foi nomeado durante o papado do Papa Paulo V como Bispo de La Paz. Serviu como Bispo de La Paz até à sua morte em 1631.